# 劉成
劉 成（りゅう せい、リュウ・チェン、英語: Liu Cheng、1992年1月4日 - ）は、中華人民共和国の男子バドミントン選手。世界ランク最高位は2位。2017年の男子ダブルス世界王者。

## 経歴
混合ダブルスでは主に包宜鑫とペアを組んで、世界ランク最高位は2位まで到達。
2017年から男子ダブルスで張楠とペアを組み、世界選手権優勝などを達成する。